# Општина Чулница (Јаломица)
Чулница (рум. Ciulniţa) општина је у Румунији у округу Јаломица.
Oпштина се налази на надморској висини од 33 m.